# Maria, Königin des Friedens (Berlin-Biesdorf)
Die Kirche Maria, Königin des Friedens ist ein Gotteshaus im Berliner Ortsteil Biesdorf des Bezirks Marzahn-Hellersdorf. Das in moderner Formensprache gestaltete Bauwerk befindet sich auf der Westseite der Oberfeldstraße im Bereich Biesdorf-Nord. Sie gehört zur römisch-katholischen Pfarrei St. Hildegard von Bingen Marzahn-Hellersdorf, im Erzbistum Berlin.

## Geschichte

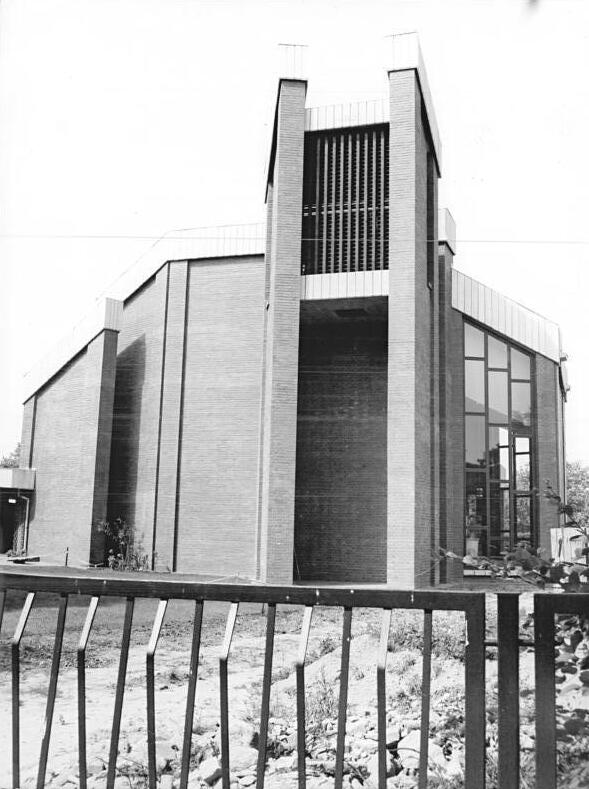
Die Kirche 1984, das Umfeld ist noch nicht fertiggestellt

Die Kirche wurde ab ca. 1981 mit Hilfe eines Sonderbauprogramms für Kirchengebäude im damaligen Stadtbezirk Lichtenberg errichtet. Ihr Bau berücksichtigte die enorm gewachsene Einwohnerzahl durch die Neubaugebiete in Ost-Berlin. Die Verantwortung für den Bau lag im staatlichen Außenhandelsunternehmen Limex sowie von kirchlicher Seite bei der Zentralstelle des Ost-Berliner Deutschen Caritasverbandes. Zwischen 1982 und Ende 1983 entstand für die bereits 1957/58 gegründete katholische Gemeinde in der Oberfeldstraße 58–60 der erste der vier geplanten neuen Kirchenbauten. Bis dahin hatten die Gottesdienste in Erbes Gaststätte, in Privatwohnungen oder in einer provisorischen Kapelle in einer Baracke stattgefunden. Das neue Bauensemble integrierte das vorhandene Pfarr- und Gemeindehaus. Die Baupläne lieferte das Architektenkollektiv Ralph Rudnick, Ursula Laute und Michael Limberg, die Bauausführung lag in den Händen des VEB Bau-Ost. Die Innengestaltung entwarf Werner Nickel.
Bischof Joachim Meisner weihte die Kirche am 18. Dezember 1983 auf den Namen Maria, Königin des Friedens (nach dem Patrozinium der Gottesmutter Maria).
Seit 2017 bildete die Gemeinde Maria, Königin des Friedens einen Pastoralen Raum mit den Gemeinden St. Martin (Berlin-Kaulsdorf), Verklärung des Herrn (Marzahn), Zum Guten Hirten (Berlin-Friedrichsfelde) und St. Marien (Berlin-Karlshorst). Die Fusion dieser Gemeinden zu einer einzigen Pfarrei, der Pfarrei St. Hildegard von Bingen Marzahn-Hellersdorf, erfolgte am 1. Januar 2022.

## Architektur
Es ist eine verklinkerte Stahlbetonkonstruktion im Stil der Moderne. Der Grundriss zeigt ein langgestrecktes Oktogon, das in weitere winklige Mauern eingebettet ist und nach Süden unter Einschluss des Gemeinderaumes in ein Rechteck übergeht. Der Altarbereich im Norden des Gebäudes ist trapezförmig und erhält von den Schrägen im Nordwesten und Nordosten über wandhohe ungetönte Fenster ausreichendes Tageslicht. Die Gestaltung der Apsis lehnt sich an Theaterbühnen an.
Auf der Ostseite steht der Glockenträger, der seine längs verkleideten Schallöffnungen zur Oberfeldstraße hin wendet. In ihm befinden sich drei Glocken. Sein nicht-rechtwinkliger viereckiger Grundriss weist Abmessungen von etwa 7 m × 4,5 m auf. Die nördlichen und südlichen Giebel überragen das Turmdach. Als verbindendes Element des gesamten Kirchengebäudes zieht sich ein helles Ziegelband um die oberen Wandabschlüsse herum. Der im gleichen modernen Baustil ausgeführte Gemeindesaal schließt sich südwestlich direkt an das Kirchenschiff an. Das südwärts daneben stehende Pfarrhaus ist ein einfaches, zweieinhalbgeschossiges verputztes Wohnhaus. Ein überdachter Zugang verbindet es mit der Kirche.

## Ausstattung

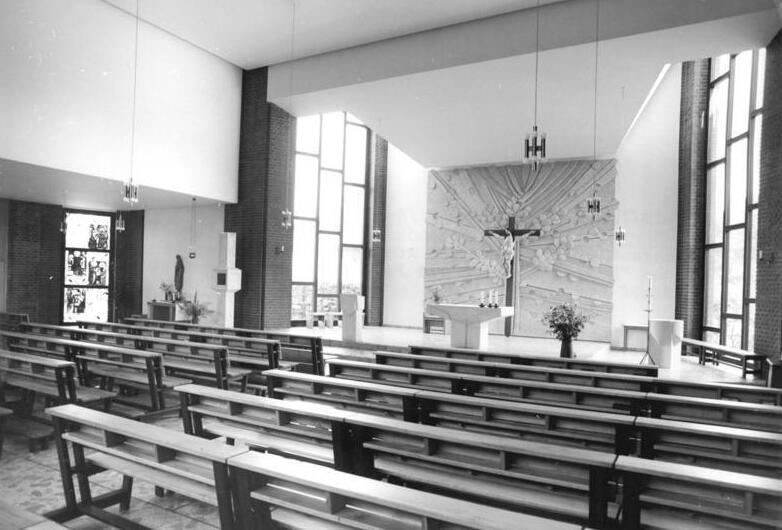
Kirchenraum mit Blick auf den Chor

Ambo, Altartisch und Taufstein sind in ähnlichen modernen Formen wie das gesamte Gebäude gestaltet. Sie befinden sich auf einer zweistufigen Estrade vor einem großflächigen Reliefwandbild aus Naturstein mit einem davor angebrachten Kruzifix. Die Decke im Chor ist vom Kirchenschiff bis zur Altarwand abgeschrägt, was den Eindruck einer Theaterbühne verstärkt.
Im Jahr 1996 erhielt die Mariengemeinde eine erste Orgel, gebaut von Mecklenburger Orgelbau/Wolfgang Nußbücker aus Plau am See.

## Gemeindeleben
Die katholische Gemeinde Biesdorf hat knapp 2000 Mitglieder. Es gibt einen ökumenischen Kirchenchor Biesdorf, deren Mitglieder entweder der katholischen Gemeinde oder der evangelischen Gemeinde der Alten Pfarrkirche Mahlsdorf angehören.
Die Mariengemeinde unterstützt aktiv die Arbeit einer katholischen Jugendgruppe, es besteht ein Frauenkreis und eine Kolpingsfamilie gemeinsam mit Marzahn.